# Nanoszerkezet
A nanoszerkezetek illetve nanoszerkezetű anyagok a nanotechnológia vizsgálódásainak tárgyai, olyan parányi anyagi részecskék, melyeknek legalább egy kiterjedése a nanométeres, vagy ehhez közeli mérettartományba esik. A nanoszerkezetek fizikailag szignifikáns méretei a molekulákét általában meghaladja, de a mikroszkopikus részecskéknél kisebbek. Egyszerre lehetnek makroszkopikus illetve molekuláris anyagokhoz hasonló tulajdonságaik, de vannak mindkét méretskálától különböző jelenségeik, amelyek a mezoszkopikus fizika témakörébe esnek.

## Általános jellemzői
Ezen szerkezetek fontos jellemzői, hogy:
- mikroszkopikus és makroszkopikus fizikai jellemzőiket az őket felépítő atomok anyagi jellemzői mellett gyakran nagymértékben befolyásolják a szerkezeti jellemzőik,
- mivel méretük sokszor összemérhető az elektron adott közegben jellemző állapotának hullámhosszával, ezért bennük gyakran lép fel a kvantumbezárás jelensége,
- általában nagy a felület-térfogat arányuk, így a felületi jelenségek erősebbek, mint tömbi anyagban,
- viselkedésüket gyakran jellemzi önszerveződés, mely a molekuláris viszonyokhoz való rokonságukra utal,
- tárgyalásuk jellemzően a kvantummechanika és a szilárdtestfizika eszközeivel lehetséges.

## Fontos nanoszerkezetek
A nanoszerkezetek mezoszkopikus jellemzőit nagyban befolyásolja, hogy szerkezetük a tér mely irányaiban milyen kiterjedésűek, hány térdimenzió irányában érvényesül delokalizáció (szabad elektron-hullámfüggvény), illetve hány irányban kvantumbezárás (peremfeltételek közti elektron-hullámfüggvény). Az alábbi táblázat néhány jellemző nanoszerkezet-típust sorol fel a jellemző delokalizációs illetve bezárási irányokkal.
Megjegyzendő, hogy ezek a dimenziószámok csak irányadóak, hiszen a kvantumbezárás különféle jelenségek esetén más-más konkrét nanoszerkezet-méretnél léphet fel.
| Geometria                     | Delokalizáció | Kvantumbezárás | Fizikai modellek, jellemző jelenségek        | Példák                                                                                                |
| ----------------------------- | ------------- | -------------- | -------------------------------------------- | --- |
| Kvantumpötty                  | 0D            | 3D             | potenciálgödör, vonalas színkép              | egyelektron-tranzisztor                                                                               |
| Nanocső                       | 1D            | 2D             | van Hove-szingularitás, ballisztikus vezetés | Szén nanocső, szervetlen nanocsövek (pl. WS2, MoS2, SnS2, TiO2)                                       |
| Nanopálca, nanoszál, nanodrót | 1D            | 2D             | van Hove-szingularitás, ballisztikus vezetés | Szén nanoszál, Indium-arzenid nanopálca, szilícium nanopálca, cink-oxid nanopálca                     |
| Nanoréteg                     | 2D            | 1D             | kétdimenziós elektrongáz                     | grafén, grafén nanoszalag, átmenetifém-dikalkogenid rétegek, bór-nitrid nanorács, egyes vékonyrétegek |
| Nanohab                       |               |                |                                              | |
| Tömbi nanoszerkezet           |               |                |                                              | fotonikus kristály                                                                                    |
| 1.                            |               |                |                                              | |